# William Osler
Pour les articles homonymes, voir Osler.
William Osler (né le 12 juillet 1849 - mort le 29 décembre 1919), 1er baronnet, est un médecin canadien. Il exerça la médecine au Canada, aux États-Unis et en Angleterre.
Il est renommé comme un des plus grands noms de la médecine et considéré comme le père de la médecine moderne (Osler lui-même pensait que cet honneur revenait à Avicenne). Osler a été à la fois médecin, clinicien au diagnostic réputé, anatomo-pathologiste, enseignant, bibliophile, historien, essayiste, conférencier, organisateur et auteur. Il a créé la formation en résidence comme formation formelle pour les médecins après avoir terminé la faculté de médecine.

## Biographie
Osler est né à Bond Head dans le Haut-Canada (aujourd’hui l’Ontario), et a grandi à partir de 1857 à Dundas en Ontario. Ses parents étaient le Révérend Featherstone Lake Osler et Ellen Free Picton, ses frères aînés, Britton Bath Osler (1839-1901), et Edmund Boyd Osler (1845-1924).
Pendant son adolescence, son but était de succéder à son père au ministère de l’Église anglicane du Canada et, à cette fin, il est entré à l’Université de Trinity College à Toronto à l'automne de 1867. Toutefois, son principal centre d’intérêt s’est avéré être la médecine et, renonçant à son intention initiale, il s'est inscrit à l’école de médecine de Toronto. Il s'agit d'une institution privée à ne pas confondre avec la Faculté de Médecine de l 'Université de Toronto qui n'avait donc pas de corps enseignant permanent. Après deux ans à la Toronto School of Medicine, Osler est parti à l’Université McGill de Montréal qui avait la réputation d'être la meilleure du Canada et des États-Unis réunis et où il a obtenu son diplôme de médecine (MDCM) en 1872.
Après une formation post-universitaire en Europe (il complète sa formation à Londres, Berlin et Vienne), Osler retourne à l’Université McGill comme professeur en 1874. C'est là qu'il a créé le premier « Journal Club » officiel. En 1884  il est nommé à la chaire de médecine clinique à l’Université de Pennsylvanie de Philadelphie. Le thème de son discours d'adieu en 1889 Aequanimitas est la sérénité (flegme) nécessaire à l’exercice de la médecine. En 1889, il devient le premier médecin chef de l’Hôpital Johns-Hopkins et en 1893 un des premiers professeurs de médecine à l’Université Johns-Hopkins à Baltimore dans le Maryland. En 1905, il a été nommé doyen de l’Université d'Oxford, poste qu'il a occupé jusqu'à sa mort. Osler a été nommé Baronnet  en 1911 pour ses nombreuses contributions à la médecine.
Osler a été un auteur prolifique et un grand collectionneur de livres et autres documents relatifs à l’histoire de la médecine. Il a légué sa bibliothèque à l’Université McGill, où elle forme le noyau de la Bibliothèque d'histoire de la médecine Osler de l'Université McGill, qui a ouvert ses portes en 1929. La version imprimée et largement annotée du catalogue de cette donation est intitulée Bibliotheca Osleriana : un catalogue de livres illustrant l'histoire de la médecine et de la science, recueillis, classés et annotés par Sir William Osler et légués à l'Université McGill. Osler a été un ardent défenseur des bibliothèques et a siégé au comité de la bibliothèque dans la plupart des universités où il a enseigné et a été un des Commissaires de la Bodleian Library à Oxford. Il a joué un rôle dans la fondation de la Medical Library Association d’Amérique du Nord et a été son deuxième président de 1901-1904. En Grande-Bretagne, il a été le premier (et le seul) président de la Medical Library Association de Grande-Bretagne et d’Irlande.
La plus grande contribution d’Osler à la médecine a peut-être été son programme pour que les étudiants apprennent leur métier en voyant des patients et en leur parlant et la mise en place des internes en médecine (residents). Cette dernière idée s'est répandue dans tout le monde anglophone et reste en place aujourd'hui dans la plupart des hôpitaux universitaires. Grâce à ce système, les médecins en formation constituent une grande partie du personnel médical de l'hôpital. Le succès de son système d'internat dépend, en grande partie, de sa structure pyramidale avec un grand nombre de stagiaires, un nombre plus faible de résidents adjoints et un unique chef résident, qui initialement occupait ce poste pendant plusieurs années.

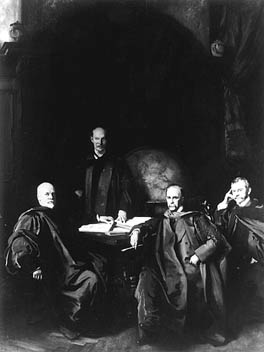
The Four Doctors de John Singer Sargent en 1905, représentant les quatre médecins qui ont fondé l’Hôpital Johns-Hopkins. L'œuvre originale est exposée à la Bibliothèque médicale William H. Welch de l’Université Johns-Hopkins.
De gauche à droite: William Welch, William Halsted, Osler, Howard Kelly Atwood

En 1889, Osler a accepté le poste de Médecin-chef à l’Hôpital Johns-Hopkins de Baltimore qui avait été fondé peu de temps auparavant. Il a rapidement accru sa réputation de clinicien, d’humanitaire et d’enseignant. Il a présidé un établissement en pleine expansion. La première année de fonctionnement de l'hôpital lorsqu’il disposait de 220 lits, 788 patients ont été admis pour un nombre total de 15000 jours d’hospitalisation. Seize ans plus tard, lorsque Osler quitte l’établissement pour Oxford, plus de 4200 patients ont été admis pour un nombre total de 110 000 jours d’hospitalisation.
Peu de temps après son arrivée à Baltimore, Osler a insisté pour que les étudiants en médecine puissent se rendre au chevet des patients dès le début de leur formation. Pendant leur troisième année, ils recueillaient l'histoire du patient, réalisaient des examens cliniques et pratiquaient des examens de laboratoire sur les sécrétions, le sang et les selles au lieu de prendre des notes dans une salle de cours. Il a réduit l’importance des cours magistraux et a déclaré un jour qu'il espérait que sur sa pierre tombale on écrirait seulement, Il a amené les étudiants en médecine au chevet des malades pour y recevoir leur enseignement. Il a ainsi établi une tradition à Hopkins qui a été respectée par tous ceux qui lui ont succédé. Il a déclaré: Je ne désire pas d'autre épitaphe… sinon la déclaration que j'ai enseigné aux étudiants en médecine au lit du malade et que je considère cela comme étant de loin le travail le plus utile et le plus important que j'ai été amené à faire. 
Toujours à Hopkins, Osler a également mis en place le temps plein, le système de garde des résidents qui prévoyait que le personnel médical vivait et dormait dans le bâtiment administratif de l'Hôpital. Comme il l'a établi, le système de la résidence est devenu la règle avec un mandat prolongé. Les médecins passaient sept ou huit ans comme résidents, années au cours desquelles ils menaient une vie austère, quasi monastique. La contribution d’Osler à l'enseignement médical dont il était le plus fier était son idée de stage clinique qui prévoyait que les étudiants de troisième et quatrième année travaillent au contact des patients en milieu hospitalier. Il fut le pionnier de la pratique de l'enseignement au chevet du malade entouré d’un groupe d'étudiants en démontrant qu’un étudiant formé à sa méthode était capable d’un examen clinique incomparablement plus approfondi.
Osler est bien connu dans le domaine de la gérontologie pour le discours qu'il a prononcé lorsqu’il a quitté Hopkins pour devenir le doyen de la faculté de médecine d’Oxford. Son discours "The Fixed Period" prononcé le 22 février 1905, contenait quelques mots controversés au sujet de la vieillesse. Osler, dont le personnage avait un côté humoristique bien développé, était alors au milieu de la cinquantaine quand il a cité "The Fixed Period" d’Anthony Trollope  (La durée déterminée), qui prévoyait un Collège où les hommes à la retraite à 60 ans, après une période contemplative d'une année étaient «doucement endormis» au chloroforme. Il a affirmé que, le travail le meilleur, le plus actif et le plus dynamique dans le monde est réalisé entre l'âge de vingt-cinq ans et de quarante ans  et il avait dépassé ce moment. Le discours d’Osler a fait les choux gras de la presse populaire sous le titre un peu abrupt Osler recommande de chloroformer tous les sexagénaires . Le discours "The Fixed Period" est inclus dans le livre, Aequanimitas où sont rassemblées entre autres ses conférences pour les étudiants en médecine.)
En farceur invétéré, il a écrit plusieurs pièces humoristiques sous le pseudonyme d’Egerton Yorrick Davis, parvenant même à tromper le rédacteur en chef des Philadelphia Medical News avec un article sur le soi-disant phénomène du penis captivus.
Il aimait à dire: Celui qui étudie la médecine sans livres navigue sur une mer inconnue, mais celui qui étudie la médecine sans voir les patients ne va même pas en mer.  On se souvient également qu’il disait, Si vous écoutez attentivement le patient, ils vous donnera le diagnostic ce qui met l'accent sur l'importance d'une bonne anamnèse.
Tout au long de sa vie Osler a été un grand admirateur d’un médecin et philosophe du XVIIe siècle, Sir Thomas Browne. En 1994, il a été intronisé membre de la Canadian Medical Hall of Fame.
Osler a été un auteur et un conférencier prolifique et sa langue et ses écrits sont d’un style à la fois clair et lucide. Il fut le premier auteur d'un célèbre traité de médecine interne, son œuvre la plus célèbre qui est rapidement devenu une bible aussi bien pour les étudiants que pour les cliniciens encore édité de nos jours, le fameux Harrison's Principles of Internal medicine (Voir Osler Library Studies in the History of Medicine vol. 8.A History of William Osler’s The Principles and Practice of Medicine by Richard Golden.  (ISBN 07717-0615-4).  Available from the Osler Library.) La traduction française de la dernière édition disponible auprès des éditions Flammarion-Médecine. On lui doit la citation suivante: "One of the first duties of the physician is to educate the masses to not take medicine" (IMAJ 2002 vol.4 p. 539).
Les essais d’Osler sont des guides importants pour les médecins. Le titre de son essai le plus célèbre, Aequanimitas, rappelant l'importance de la sérénité qui est la devise de la famille Osler figure à Hopkins sur les cravates et les foulards.
Il est mort à l'âge de 70 ans en 1919, au cours de l’épidémie de grippe espagnole. Son épouse, Grace, lui a survécu neuf ans. Les cendres de Sir William et Lady Osler reposent maintenant dans une niche à la Bibliothèque Osler de l'Université McGill.
En 1925, une monumentale biographie de William Osler a été écrite par Harvey Cushing. Pour ce travail, Cushing a reçu le Prix Pulitzer 1926 de la biographie. Un peu plus tard une biographie plus critique de Michael Bliss a été publiée en 1999.

## Honneurs
- 1994 - Temple de la renommée médicale canadienne
- Il existe actuellement un prix Osler (The Osler Awards) de la Société Canadienne de Médecine Interne « http://csim.medical.org/headf.html »(Archive.org • Wikiwix • Archive.is • Google • Que faire ?) (consulté le 30 mars 2013), décerné chaque année à une personne faisant preuve d'excellence dans le domaine de la médecine interne générale

## Le nom d’Osler dans le langage courant
Osler a donné son nom à un certain nombre de maladies et de symptômes, ainsi qu’à des bâtiments qui ont reçu son nom. 
- Le signe d’Osler est une Pression artérielle  anormalement élevée en raison de la calcification des Artères (athérosclérose).
- Les nodules d’Osler sont des nodules apparaissant sur la pulpe des doigts ou des orteils, une vascularite auto-immune qui est évocatrice d’une endocardite bactérienne subaiguë. Ils sont généralement douloureux, par opposition aux lésions de Janeway qui sont dues à des embolies et sont indolores.
- La Maladie de Rendu-Osler (également connue sous le nom de  télangiectasies hémorragiques héréditaires ) est un syndrome qui comporte de  multiples malformations des vaisseaux sanguins de la peau, des muqueuses nasales et buccales, des poumons et d’autres organes. Après Henri Rendu, il a précisé la description de la maladie appelée désormais maladie de Rendu - Osler - Weber.
- Maladie d’Osler-Vaquez (également connue sous le nom de polyglobulie de Vaquez)
- Le syndrome d’Osler-Libman-Sacks est une endocardite atypique, verruqueuse, non bactérienne, valvulaire et murale. Phase finale du lupus érythémateux disséminé.
- La filaire d’Osler est un nématode parasite.
- La manœuvre d’Osler: Dans la fausse hypertension, la tension artérielle mesurée par le tensiomètre est artificiellement élevée à cause de la calcification de la paroi artérielle. La manœuvre Osler consiste à rechercher une artère radiale palpable, bien que sans pouls chez un patient lorsque le brassard est gonflé au-dessus de la pression systolique; c’est ce qu’on appelle le signe d’Osler.
- Le syndrome d’Osler est un syndrome comportant des épisodes récurrents de douleur colique, avec des irradiations typiques vers l’arrière, un état grippal et de la fièvre, en raison de la présence dans l’ampoule de Vater d'un calcul mobile plus grand que l'orifice biliaire.
- la triade d’Osler: association d’une pneumonie, d’une endocardite, et d’une méningite.
- Sphryanura osleri est un ver trématodes retrouvé dans les branchies d'un triton.
- L’école Sir William Osler – est une école élémentaire de Vancouver en  Colombie-Britannique.
- L’école Sir William de Dundas – est une école élémentaire du District de Hamilton à Dundas en Ontario.
- Public School Sir William Osler « http://swo.sdpsb.on.ca »(Archive.org • Wikiwix • Archive.is • Google • Que faire ?) (consulté le 30 mars 2013) - District du comté de Simcoe à Bradford, Ontario, et à 3 kilomètres de son lieu de naissance, Bond Head, Ontario.
- Promenade Sir-William-Osler au campus de l’Université McGill à Montréal, au Québec  et au McIntyre Medical Sciences Building, qui abrite la  Bibliothèque d'histoire de la médecine Osler .
- Centre de soins William Osler Health, renommé en 1998 à la suite d’une fusion du Peel Memorial Hospital de Brampton, en Ontario et l’Hôpital général d'Etobicoke à Toronto, l’hôpital de Georgetown qui est maintenant associé au centre de soins de Halton et le Brampton Civic Hospital, qui a ouvert ses portes à la fin de l'année 2007.
- Osler House est le mess des étudiants en médecine de l’Université d'Oxford et se trouve à l’hôpital John Radcliffe d’Oxford.
- En 1999, la faculté de médecine Johns Hopkins a créé la Salle Osler des manuels scolaires, dans le bâtiment où Osler a écrit Principles and Practice of Medicine. Il abrite une collection de souvenirs Osler.
- En 2002, l’école de médecine de l’Université Johns-Hopkins a créé le Centre Osler pour l’Excellence Clinique, consacré à l'enseignement des éléments fondamentaux d'une bonne relation médecin-patient.

## Osler dans une série TV
Dans l'épisode 5 de la saison 11 de la série Les Enquêtes de Murdoch, on rencontre le Dr Osler qui fut le professeur du Dr Julia Ogden. La mort de plusieurs sexagénaires, apparemment par suicide, lui est indirectement imputée du fait de sa plaisanterie sur les personnes de 60 ans qui devraient se chloroformer.